# Trial (licença)
Uma licença de software Trial é o teste de um produto ou serviço por um período de tempo determinado pela empresa que disponibilizou a licença. Utilizada normalmente para validações completas, para testar um sistema completo e julgar se o produto atende as necessidades do usuário. Tendo em vista que o usuário possui a versão Trial, significa que o mesmo já possui o Software completo instalado em seu dispositivo, porém por um tempo determinado, o que pode facilitar a compra deste produto ou serviço.
Para fins de comparações, a versão Trial oferece todas as funcionalidades originais de um Software em um período estipulado pelo criador, permitindo que o usuário tenha toda a experiência que o Software possa oferecer e em seguida avaliar se fará o uso definitivo ou não, já a versão demo, se trata de uma demonstração parcial do Software, contendo apenas algumas funcionalidades específicas definidas pelo criador.

## Vantagens

### Para o usuário
- Fidelização do usuário;
- Testar todas as funcionalidades que a ferramenta/serviço pode oferecer antes de comprar uma versão paga.

### Para o Fabricante
- Facilitar a conversão da venda, através de um período de experimentação;
- Evitar o churn, que nada mais é que o cancelamento do serviço ou funcionalidade solicitada pelo usuário;
- Fidelização de seus usuários, permitindo um teste antes da contratação.